# Paulo Magino
Paulo Magino (23 juni 1979) is een voormalig Braziliaans voetballer.

## Carrière
Paulo Magino speelde in 1999 voor Kyoto Purple Sanga.